# Courrier International
Il Courrier International è un settimanale francese che traduce e pubblica estratti di articoli da oltre 900 riviste e giornali internazionali. Ha anche una versione portoghese ed una giapponese. Ha ispirato la creazione del settimanale italiano Internazionale, edito dal 1993.
Nel 2009 ha vinto il premio giornalistico Premio dell'iniziativa europea.